# Skały melilitowe
Do skał melilitowych zalicza się skały magmowe oraz wulkaniczne zawierające powyżej 10% melilitu. należą tu skały ultramaficzne zwane melilitolitami, ich odpowiedniki wylewne – melilityty, a także niektóre skały nieultramaficzne. Są uważane za skały magmowe, lecz niektóre z nich mogły powstać także dzięki procesom metasomatycznym.

## Nazewnictwo
Skały melilitowe zawierające powyżej 10% oliwinu lub innego minerału określone są poprzez użycia nazwy minerału jako przymiotnika przed nazwą skały np. oliwinowy melilityt, piroksenowy melilitolit. Ich klasyfikacja opiera się na trójkącie Mel.-Ol-Cpx (melilit - oliwin -klinopiroksen). Piroksenowy melilitolit nazywa się uncompahgryt, oliwinowy melilitoid – kugdyt, oliwinowo-piroksenowy – oliwinowy uncompahgryt. Melilitolit z biotytem nazywa się alnoit i jest zaliczany do lamprofirów.
Skały melilitowe nie będące skałami nieultramaficznyczmi określa się według ich głównego składu i cech strukturalnych np. melilitowe ijolity. Jeśli skały zawierają poniżej 10% melilitu nazywane są jako melilitonośne.

## Melilitolity

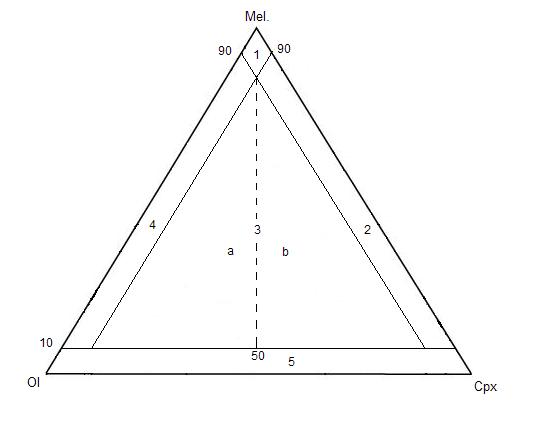
Schemat klasyfikacyjny skał melilitowych intruzyjnych według IUGS

Odznaczają się ciemną barwą do prawie czarnej. Mają najczęściej średnioziarnistą strukturę i zbitą bezładną teksturę.
Składają się niemal wyłącznie z melilitu, oliwinów i piroksenów. Jako minerały poboczne i akcesoryczne występują apatyt, nefelin, leucyt, hauyn i czasami biotyt.
Należą do skał bardzo rzadkich.

### Klasyfikacja
- 1 – melilitolit
- 2 – piroksenowy melilitoilt
- 3a – piroksenowo-oliwinowy melilitoilt
- 3b – oliwinowo-piroksenowy melilitolit
- 4 – oliwinowy melilitolit
- 5 – melilitonośne perydotyty

## Melilityty

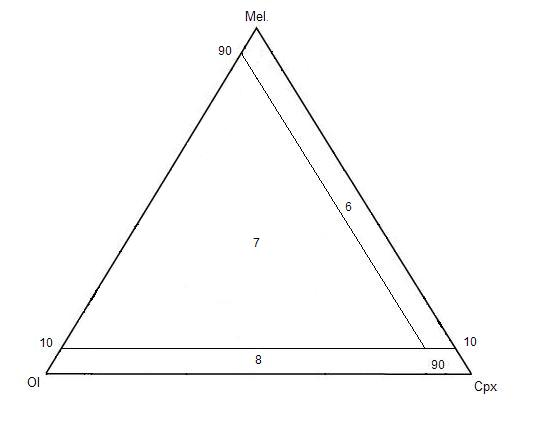
Schemat klasyfikacyjny skał melilitowych wylewnych według IUGS

Są skałami wylewnymi. Mają barwę szarą, jasnobrunatną lub ciemnoszarą. Charakteryzują się strukturą pełnokrystaliczna i porfirową oraz porowatą, bezładną, lub czasem kierunkową teksturą.
Składają się głównie z melilitu i piroksenów (augit tytanowy i augit egirynowy) oraz do 10% oliwinu. jako minerały poboczne i akcesoryczne występują biotyt, leucyt, nefelin. Fenokryształy tworzą melilit i pirokseny, natomiast ciasto skalne jest utworzone niemal wyłącznie z melilitu oraz pobocznie z magnetytu, perowskitu, tytanitu, apatytu, flogopitu, melanitu, chromitu, niobitu i tantalitu.
Często współwystępują z karbonatytami. Należą do skał rzadkich.

### Klasyfikacja
- 6 – melilityt
- 7 – oliwinowy melilityt
- 8 – melilitonośne ultramaficzne wulkanity.